# Цахурское ханство
Цахурское ханство — цахурское средневековое государственное образование в горном Дагестане, которое существовало ещё до прихода арабов, но оно не могло окрепнуть после череды вторжений грузин, ширваншахов, монголов и персов. Силы Цахура слабели, занимаемая территория все более сокращалась.
Согласно грузинскому сочинению «Историческая хроника псевдо-Джуаншера», в VIII веке, по ту сторону кавказского хребта от Цахура, располагалась область Цукети, отождествляемая обычно с бассейном реки Курмухчай, и что она принадлежала Абухосро, который правил «тушами», то есть обитателями Тушетии, расположенной в верховьях Андийского Койсу, а также «хунзами и всеми язычниками тех мест правил», то есть Сариром. Но после нашествия арабского полководца Марвана, Арчил, сын Стефаноза, прибыл в Кахетию: «пришел правитель Грузии Арчил в Кахетию и отдал её всем своим дружинникам,… потом осел в Цукетии, построил замок Касри, а в ущелье Лаквасти возводил крепость». Далее М.Джанашвили отмечает, что «он (Арчил) не изъявил желания отнять у Абухосро, царя Цукетии, его земли. Арчил построил в междуречье город-крепость Нухпати. Но пришел Марван и истребил нухпатцев». В конце концов, в 785/786 годы, когда, как пишет ал-Якуби, имели место смуты в халифатской провинции Арминия, по сообщению «Исторической хроники псевдо-Джуаншера», примерно через 50 лет после похода Марвана на Грузию, то есть между 785—787 годами, грузинский правитель Арчил в ходе этих смут в Закавказье сумел организовать дело так, что правители Сарира, сидевшие в Хунзахе, лишились ранее подвластных им закавказских территорий или по крайней мере части их.
В эпиграфических памятниках родословная Илисуйских сулатнов возводится Абу Марвану из Шама. Это в какой-то мере сочетается с известиями грузинских источников, которые считают правителей Цахуро-Илисуйских султанов, назначаемых беклербеками Шеки, из рода Кахетинского моурава (В. А. Потто называет его «омусульманившимся нахским эриставом»). В хронологических записях Джарского кадия (XVIII век) встречается выражение: «место моурава — Шеки». Возможно, род Илисуйских султанов имел отношение к Тифлисскому эмирату, образование которого связывают с походом Марвана.
После распада Кавказской Албании Цахур упоминается как столица царства Лакз.
С VII по XVI века, Цахур являлся столицей ханства, оставшегося неподвластным монгольскому завоеванию. Цахурское ханство имело своего представителя (посла) в Золотой Орде. В этот период становится заметен процесс феодализации.
В XIII веке о Цахуре сообщает арабский учёный Закария аль-Казвини. Он писал, что это:

…большой город, густонаселенный, расположенный в шести переходах от Ганджи. Он главный город страны Лакзан, и имеет 12000 дворов [дымов: один дымоход — один дом]. В нём медресе: основал его Визир Низам-ал-Мулк-ал-Хасан Ибн Исхак, и при нём имеется учитель и факихи…, рассказывают, что они перевели «Компедий Музани» на лакзанский язык и подобно этому «Книгу Имама ал Шафеи» и занимаются они ими обеими. Холод в нём очень силен. Вода города из реки, называемой Самур… Пища их состоит из злака, называемого сульт, внешне он похож на ячмень, а качество его — качество пшеницы… Каждый из них сеет достаточное для него количество этого зерна и питается этим и молоком своих маленьких овец и кислым молоком их. Они носят одежду из шерсти этих овец. Нет у них начальника, но есть у них проповедник, который молится с ними согласно учению имама аль-Шафии.
.
Л. И. Лавров на основе персидских и османских фирманов, русских документов и эпиграфического материала упоминает цахурского правителя Амир Балал бен Малах, правившего на 1247 год.
Существует надпись 677 года по хиджре (1278 года н. э.) из Цахура о разрушении селения Хиц Исми-Шамхалом, между прочем первое упоминание титула Шамхал.
В 1432 году на Цахур дважды совершило нападение государство Кара-Коюнлу, во второй раз в союзе с жителями Рутула, оба нападения были успешно отбиты. Об этом свидетельствует надпись на стене мечети в с. Цахур датируемая 1432 годом:

«Во имя Аллаха милостивого, милосердного и просим у него помощи. Построена эта крепость после приговора Аллаха по его предопределению в дату: начало мухаррама восемьсот тридцать шестого года. Причина строительства этой крепости: пришли три войска, (в том числе) два войска тюрок и одно войско Рутула. Войско Рутула с одним войском тюрок (пришло) снизу, а одно войско тюрок сверху. И сразилось войско Цахура тремя сражениями, и убито из этих трёх войск двести человек, а одно из них убежало… Произошло это сражение в четвёртый (день) месяца зул-хиджжа упомянутого года»— «К истории изучения Ширвана XIV—XVI веков»
Из надписи становится ясно; что нападение на Цахур было произведено с двух сторон: один отряд Кара-Коюнлу напал через горный перевал, ведущий из Сарыбаша в Цахур, а другой отряд — со стороны Рутула вдоль по течению реки Самур. Как видно, отряды тюрок потерпели поражение, потеряв 200 человек убитыми, после чего вынуждены были отступить. После этих событий почти сразу же в Цахуре было сооружено укрепление в целях обороны от возможных нападений противника.
В XIV веке из-за межклановых раздоров Цахур ослаб, и попал в зависимость от шамхальства, платя ему дань — 50 баранов в год.
К XV веку цахуры начали постепенно оправляться. Правители их сами перешли в наступление на соседей, пытаясь вернуть захваченные ими свои земли. Цахурское население начало переселяться на земли в Алазанской долине. С этого времени Цахурское ханство включилось в политическую жизнь Закавказья. При поддержке Ирана цахурские правители начали расширять свои земли за счёт Рутула. Рутульская знать в свою очередь хотела поживиться за счёт цахурских земель. В 1432 году рутульцы в союзе с турками совершили нападение на Цахур, но взять крепость они не смогли.
Правитель Цахура Адикуркулбек в 1562 году получил фирман на правление от иранского шаха Тахмаспа I, Цахурское ханство преобразуется в Цахурский султанат.